# Vuelta a Guatemala 2009
La Vuelta a Guatemala 2009 se disputó del 20 al 1 de noviembre con un recorrido de 1.237,8 km repartidos en 12 etapas, siendo el ganador final Juan Carlos Rojas. Perteneció al UCI America Tour 2009-2010 dentro de la categoría 2.2.

## Clasificaciones finales
| Abreviaturas: P., puesto; Nac., nacionalidad; Difer., diferencia de tiempo con respecto al primero. |

|  |

| Clasificación general individual |      |  |                            |                        |           |  |        |  |
|                                  | P.   |  | Nac. Ciclista              | Equipo                 | Tiempo    |  | Difer. |  |
|                                  |      |  | Juan Carlos Rojas          | Plycem-JPS-Orbea       | 33:31:42  |  |        |  |
|                                  | 2.°  |  | Ismael Sarmiento           | Colombia-Estud.Tunja   | 33: 31:47 |  | 00:05  |  |
|                                  | 3.°  |  | Manuel Medina              | Cafe Quetzal           | 33:32:19  |  | 00:37  |  |
|                                  | 4.°  |  | Mauricio Neiza             | Colombia-Estud.Tunja   | 33:34:02  |  | 02:20  |  |
|                                  | 5.°  |  | Julio Alberto Pérez Cuapio | Empacadora San Marcos  | 33:35:21  |  | 03:39  |  |
|                                  | 6.°  |  | Byron Guamá                | Ecuador-Pichincha      | 33:35:45  |  | 04:03  |  |
|                                  | 7.°  |  | Segundo Navarrete          | Ecuador-Pichincha      | 33:37:30  |  | 05:48  |  |
|                                  | 8.°  |  | Miguel Matta               | Colombia-Estud.Tunja   | 33:37:56  |  | 06:14  |  |
|                                  | 9.°  |  | José Contreras             | Selección de Venezuela | 33:38:42  |  | 07:00  |  |
|                                  | 10.° |  | Manuel Rodas               | Cable DX-Decorabaños   | 33:38:50  |  | 07:08  |  |
|                                  | 11.° |  | Nestor Bernal              | Colombia-Estud.Tunja   | 33:39:18  |  | 07:36  |  |
|                                  | 12.° |  | Carlos Hernández           | Esquipulas-CCF         | 33:43:06  |  | 11:24  |  |
|                                  | 13.° |  | Mario Archila              | Coca Cola              | 33:43:49  |  | 11:43  |  |
|                                  | 14.° |  | Marcos Salas               | Plycem-JPS-Orbea       | 33:46:20  |  | 14:38  |  |
|                                  | 15.° |  | Mynor López                | Coca Cola              | 33:48:13  |  | 16:31  |  |
|                                  | 16.° |  | Jhonny Morales             | Mario Estrada          | 33:50:35  |  | 18:53  |  |
|                                  | 17.° |  | Angel Rivas                | Selección de Venezuela | 33:53:05  |  | 21:23  |  |
|                                  | 18.° |  | Luis Alberto Santizo       | Cafe Quetzal           | 33:53:21  |  | 21:39  |  |
|                                  | 19.° |  | José Ibáñez                | Colombia-Estud.Tunja   | 33:53:30  |  | 21:48  |  |
|                                  | 20.° |  | Juan Alvarado              | Coca Cola              | 33:54:12  |  | 22:30  |  |
|                                  | 21.° |  | Edwin Becerra              | Selección de Venezuela | 33:54:42  |  | 23:00  |  |
|                                  | 22.° |  | Luis Pulido                | Empacadora San Marcos  | 33:56:19  |  | 24:37  |  |
|                                  | 23.° |  | Luis Alberto Peña          | Colombia-Estud.Tunja   | 34:02:08  |  | 31:26  |  |
|                                  | 24.° |  | Jorge Gallegos             | Ecuador-Pichincha      | 34:03:39  |  | 31:57  |  |
|                                  | 25.° |  | Jose Zeceña                | Cafe Quetzal           | 34:04:24  |  | 32:42  |  |

|  |

| Clasificación general sub-23 |     |  |                  |                        |          |  |          |  |
|                              | P.  |  | Nac. Ciclista    | Equipo                 | Tiempo   |  | Difer.   |  |
|                              |     |  | Angel Rivas      | Selección de Venezuela | 33:53:05 |  |          |  |
|                              | 2.° |  | Asbel Rodas      | Cabe DX-Decorabaños    | 34:09:16 |  | 16:11    |  |
|                              | 3.° |  | Carlos Gálviz    | Selección de Venezuela | 34:28:28 |  | 35:23    |  |
|                              | 4.° |  | Alfredo Ajpacaja | Cable DX-Decorabaños   | 34:52:42 |  | 59:37    |  |
|                              | 5.° |  | Hersson Jiménez  | Plycem-JPS-Orbea       | 34:59:48 |  | 01:06:43 |  |

|  |

## Evolución de las clasificaciones
| Etapa (Vencedor)                   | Clasificación general | Clasificación de la montaña | Clasificación metas volantes | Clasificación de la regularidad | Clasificación sub-23 | Clasificación de los guatemaltecos | Clasificación por equipos      |
| ---------------------------------- | --------------------- | --------------------------- | ---------------------------- | ------------------------------- | -------------------- | ---------------------------------- | ------------------------------ |
| 1.ª etapa (CRI) (Rodrigo Castillo) | Rodrigo Castillo      | No se entregó               | No se entregó                | Rodrigo Castillo                | Londy Morales        | Rodrigo Castillo                   | Mario Estrada Plycem-JPS-Orbea |
| 2.ª etapa (Jhonny Morales)         | Rodrigo Castillo      | Manuel Medina               | Alfredo Ajpacaja             | Jhonny Morales                  | Hersson Jiménez      | Rodrigo Castillo                   | Plycem-JPS-Orbea               |
| 3.ª etapa (Juan Carlos Rojas)      | Rodrigo Castillo      | Mauricio Neiza              | Byron Guamá                  | Juan Carlos Rojas               | Hersson Jiménez      | Rodrigo Castillo                   | Plycem-JPS-Orbea               |
| 4.ª etapa (Byron Guamá)            | Jhonny Morales        | Mauricio Neiza              | Byron Guamá                  | Jhonny Morales                  | Asbel Rodas          | Jhonny Morales                     | Colombia-Estud.Tunja           |
| 5.ª etapa (Manuel Medina)          | Ismael Sarmiento      | Mauricio Neiza              | Byron Guamá                  | Juan Carlos Rojas               | Angel Rivas          | Manuel Rodas                       | Colombia-Estud.Tunja           |
| 6.ª etapa (Juan Carlos Rojas)      | Juan Carlos Rojas     | Mauricio Neiza              | Byron Guamá                  | Juan Carlos Rojas               | Angel Rivas          | Manuel Rodas                       | Colombia-Estud.Tunja           |
| 7.ª etapa (Manuel Medina)          | Juan Carlos Rojas     | Mauricio Neiza              | Byron Guamá                  | Juan Carlos Rojas               | Angel Rivas          | Manuel Rodas                       | Colombia-Estud.Tunja           |
| 8.ª etapa (Byron Guamá)            | Juan Carlos Rojas     | Mauricio Neiza              | Byron Guamá                  | Juan Carlos Rojas               | Angel Rivas          | Manuel Rodas                       | Colombia-Estud.Tunja           |
| 9.ª etapa (Manuel Rodas)           | Juan Carlos Rojas     | Mauricio Neiza              | Byron Guamá                  | Juan Carlos Rojas               | Angel Rivas          | Manuel Rodas                       | Colombia-Estud.Tunja           |
| 10.ª etapa (José Contreras)        | Juan Carlos Rojas     | Mauricio Neiza              | Byron Guamá                  | Juan Carlos Rojas               | Angel Rivas          | Manuel Rodas                       | Colombia-Estud.Tunja           |
| 11.ª etapa (Mauricio Neiza)        | Juan Carlos Rojas     | Mauricio Neiza              | Byron Guamá                  | Juan Carlos Rojas               | Angel Rivas          | Manuel Rodas                       | Colombia-Estud.Tunja           |
| 12.ª etapa (Marco Salas)           | Juan Carlos Rojas     | Mauricio Neiza              | Byron Guamá                  | Byron Guamá                     | Angel Rivas          | Manuel Rodas                       | Colombia-Estud.Tunja           |
| Final                              | Juan Carlos Rojas     | Mauricio Neiza              | Byron Guamá                  | Byron Guamá                     | Angel Rivas          | Manuel Rodas                       | Colombia-Estud.Tunja           |